# Gymnothorax monostigma
Gymnothorax monostigma är en fiskart som först beskrevs av Regan, 1909.  Gymnothorax monostigma ingår i släktet Gymnothorax och familjen Muraenidae. Inga underarter finns listade i Catalogue of Life.